# Stora attraktorn

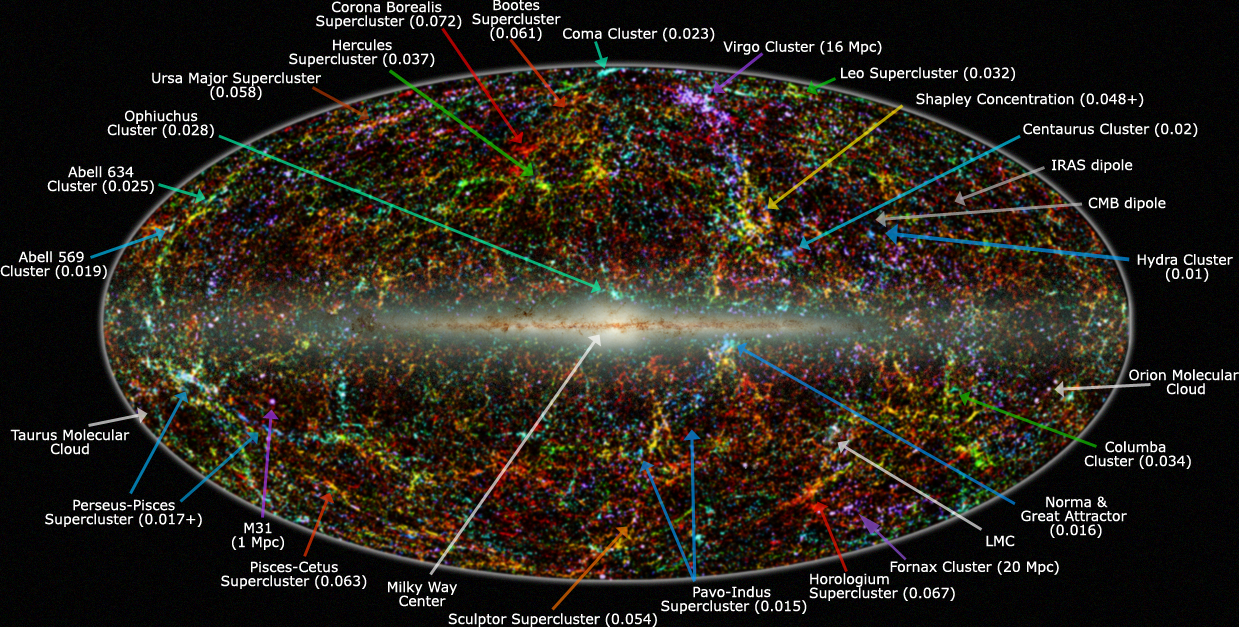
Panoramabild över hela nära-infrarödhimlen. Bilden är hämtad från Hubbleteleskopet över den del av rymden där Stora attraktorn finns.

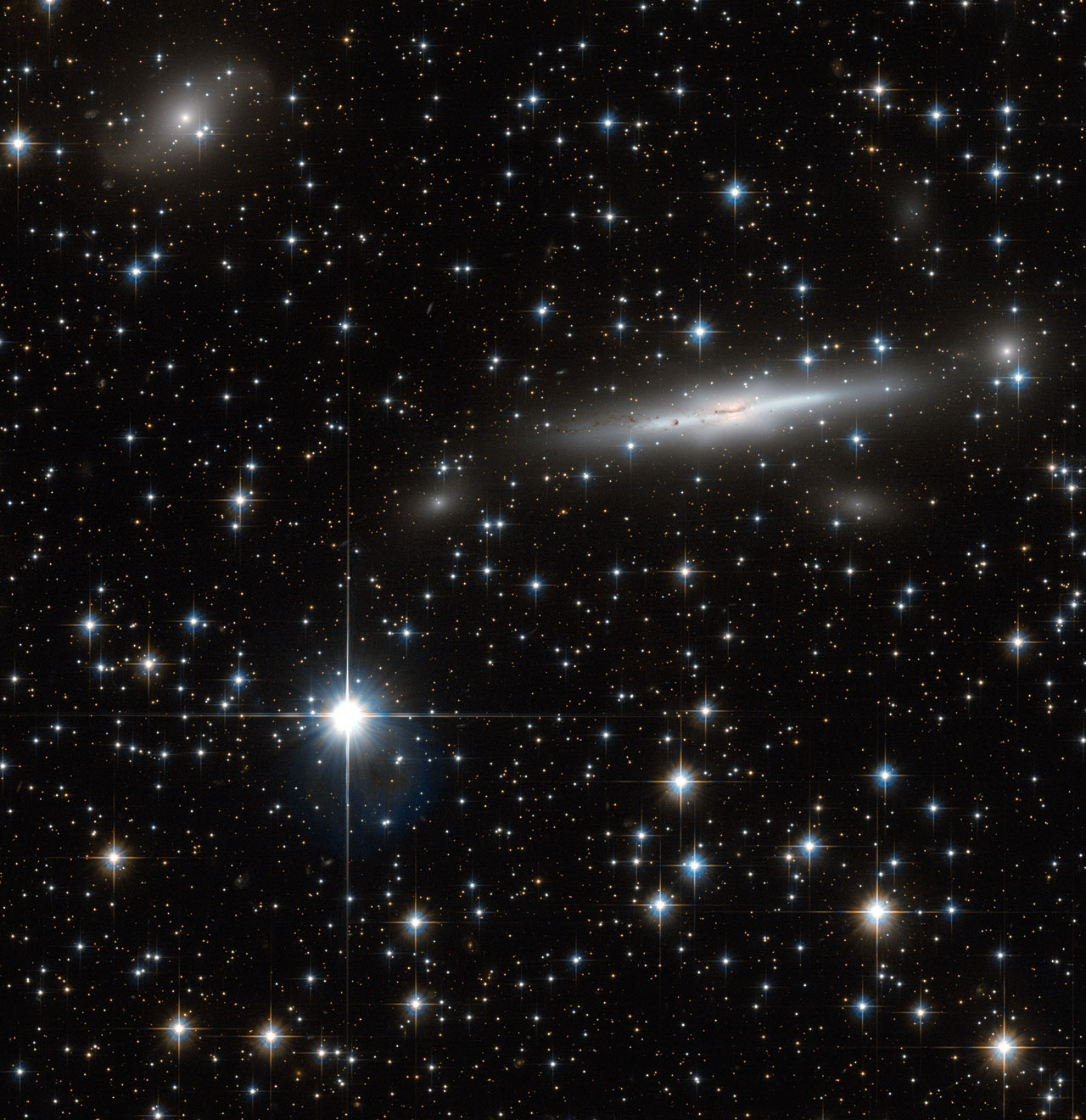
Bild från Hubbleteleskopet som visar en del av Normahopen, som ESO 137-002

Stora attraktorn är en ansamling av galaxer som ligger 150 - 350 miljoner ljusår bort i riktning mot stjärnbilderna Vattenormen och Kentauren. Den observerade attraktionen tyder på en lokaliserad massakoncentration i storleksordningen 1016 solmassor. Den skyms dock av Vintergatans galaktiska plan, som ligger bakom Undvikningszonen (ZOA), så att den stora attraktorn är svår att observera direkt i synligt ljus.
Attraktionen kan observeras genom dess effekt på galaxernas rörelse och deras tillhörande galaxhopar över ett område på hundratals miljoner ljusår över hela universum. Dessa galaxer är observerbara ovanför och under Undvikningszonen och alla är rödförskjutna i enlighet med Hubble-flödet, vilket anger att de avlägsnar sig i förhållande till Vintergatan och varandra, men variationerna i deras rödförskjutning är tillräckligt stora och regelbundna för att visa att de dras något mot attraktionen. Variationerna i deras rödförskjutning är kända som säregna hastigheter och täcker ett intervall från cirka +700 km/s till −700 km/s, beroende på vinkelavvikelsen från riktningen till den stora attraktorn. Stora attraktorn rör sig i sin tur i riktning mot Shapleysuperhopen, som är en samling av över 8 000 galaxer.

## Historik
Den stora attraktorn fick dess namn av Alan Dressler år 1987, efter årtionden av rödförskjutningsundersökningar som byggde upp en stor datamängd av rödförskjutningsvärden. Rödförskjutningsvärdena och avståndsmätningarna oberoende av rödförskjutningsmätningarna kombinerades sedan för att skapa kartor över säregen hastighet.:274
Genom en serie tester med säregna hastigheter fann astrofysiker att Vintergatan rörde sig i riktning mot stjärnbilden Kentauren med en hastighet av cirka 600 km/s. Upptäckten av kosmiska bakgrundsdipoler (CMB) användes sedan för att återspegla den lokala gruppen av galaxer mot den stora attraktorn. 1980-talet medförde många upptäckter om den stora attraktorn, som det faktum att Vintergatan inte är den enda galaxen som påverkats. Ungefär 400 elliptiska galaxer rör sig mot den stora attraktorn bortom undvikande zonen orsakad av ljuset från Vintergatans galax.
Intensiva ansträngningar under slutet av 1990-talet för att bearbeta de svårigheter som orsakades av Vintergatans ocklusion identifierade Normaklynget i centrum av den stora attraktionsregionen.

## Plats
De första tecknen på en avvikelse från universums likformiga expansion rapporterades 1973 och åter igen 1978. Den store attraktorns plats fastställdes slutligen 1986. Den ligger på ett avstånd någonstans mellan 150 och 250 miljoner ljusår (47–79 Mparsec), varav den större är den senaste uppskattningen, bort från Vintergatan, i riktning mot stjärnbilderna Södra triangeln och Vinkelhaken. Medan objekt i den riktningen ligger i Undvikningszonen (den del av natthimlen som skyms av Vintergatan) och därför är svåra att studera med synliga våglängder, har röntgenobservationer visat att den regionen av rymden domineras av Normahopen (ACO 3627), en massiv galaxhop som innehåller en övervikt av stora, gamla galaxer, av vilka många kolliderar med sina grannar och utstrålar stora mängder radiovågor.

## Debatt om skenbar massa
År 1992 tillskrevs en stor del av den uppenbara signalen från den stora attraktorn en statistisk effekt som kallas Malmquist bias(en). År 2005 rapporterade astronomer som genomförde en röntgenundersökning av en del av himlen, känd som projektet Clusters in the Zone of Avoidance (CIZA), att den stora attraktorn faktiskt bara hade en tiondel av den massa som forskarna ursprungligen hade uppskattat. Undersökningen bekräftade också tidigare teorier om att Vintergatan i själva verket dras mot en mycket mer massiv galaxhop nära Shapleysuperhopen, som ligger bortom den stora attraktorn, och som kallas Shapleyattraktorn.

## Normaväggen

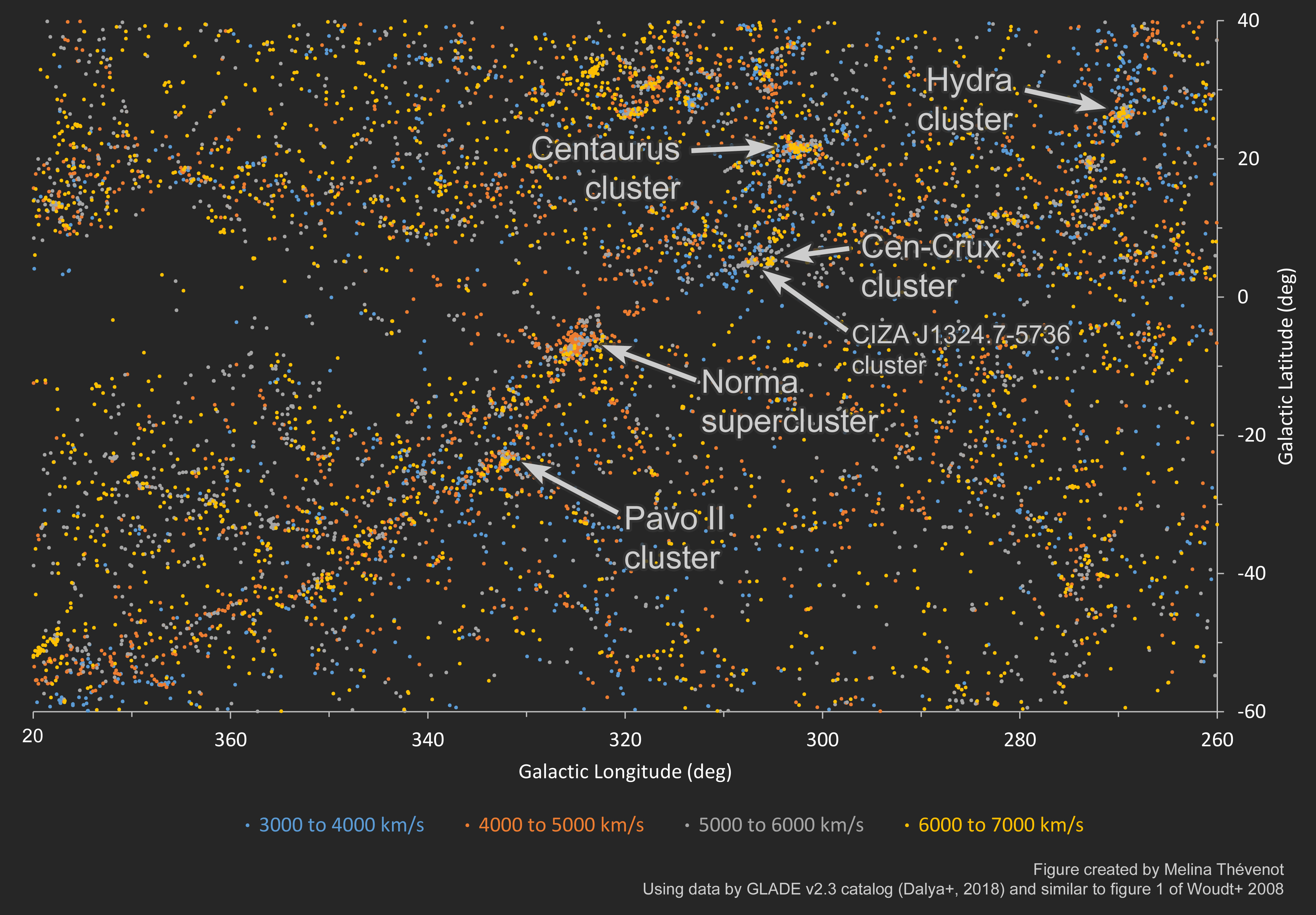
Vy över regionen kring den store attraktorn, med Pavo II, Norma, Cen-Crux och CIZA J1324.7-5736-hoparna som bildar Normaväggen.

Ett massiv galaxfilament, kallad Normaväggen (även kallad Stora attraktorväggen), är belägen i centrum av den stora attraktorns förmodade position. Normaväggen innehåller stjärnhoparna Pavo II, Norma, Centaurus-Crux och CIZA J1324.7−5736. Den mest massiva stjärnhopen i regionen är Norma-superhopen. Senare studier fann att väggen fortsätter över till stjärnbilderna Kentauren och Seglet.

## Laniakeasuperhopen
Den föreslagna Laniakeasuperhopen definieras som den Stora Attraktorns bassäng. Den täcker ungefär fyra huvudsakliga galaxhopar, som Virgosuperhopen och Hydra-Centaurus-superhopen, och sträcker sig över 500 miljoner ljusår. Eftersom den inte är tillräckligt tät för att vara gravitationsbunden, borde den spridas allt eftersom universum expanderar, men den är istället förankrad av en gravitationell fokuspunkt. Således skulle den Stora Attraktorn vara kärnan i den nya superhopen. De lokala flödena i Laniakeasuperhopen konvergerar i regionen för Norma- och Centaurushoparna, ungefär vid den Stora Attraktorns position.